# Thời Bội Phác
Thời Bội Phác (tiếng Trung: 时佩璞; bính âm: Shí Pèipú; 21 tháng 12 năm 1938 – 30 tháng 6 năm 2009) là một ca sĩ kinh kịch (hát bội Bắc Kinh). Ông ta trở thành một điệp viên thu thập những bí mật trong suốt 20 năm quan hệ tình dục với một viên chức làm việc cho tòa đại sứ Pháp. Ông đã thuyết phục được người tình, rằng mình là một người đàn bà, sau này còn mang ra một đứa trẻ khẳng định nó là từ quan hệ giữa 2 người.
Chuyện này báo chí ở Pháp đưa lên trang nhất khi nó được đưa ra ánh sáng. Câu chuyện này là nền tảng cho vở kịch được trình diễn 1988 M. Butterfly và cuốn phim phát hành 1993 với cùng tựa đề.

## Tiểu sử
Cha của Phác là một giáo sư đại học, và mẹ ông là một giáo viên. Ông có hai người chị lớn hơn ông nhiều tuổi. Thời Bội Phác lớn lên ở Côn Minh thuộc tỉnh Vân Nam, nơi ông học tiếng Pháp và theo học tại Đại học Côn Minh, tốt nghiệp với bằng cử nhân văn chương. Lúc 17 tuổi, Phác đã là một diễn viên / ca sĩ, được quần chúng công nhận. Ở tuổi 20, Phác đã viết kịch về người lao động.

### Quan hệ với Boursicot
Bernard Boursicot được 20 tuổi khi ông làm kế toán tại Đại sứ quán Pháp ở Bắc Kinh, lúc đó vừa được khai trương vào năm 1964, là tòa đại sứ phương Tây đầu tiên ở Trung Quốc kể từ cuộc chiến tranh Triều Tiên. Theo cuốn nhật ký của ông, Boursicot trước đây chỉ có quan hệ tình dục với nam sinh viên trong trường và muốn si tình một người phụ nữ. Ông lần đầu tiên gặp Phác, lúc đó đã 26 và ăn mặc như một người đàn ông, tại một bữa tiệc Giáng sinh vào tháng 12 năm 1964. Phác lúc đó đang dạy tiếng Trung Quốc cho gia đình các nhân viên Đại sứ quán và nói với Boursicot ông là "một nữ ca sĩ kinh kịch, bị buộc phải sống như một người đàn ông để làm hài lòng ao ước cha mình muốn có một đứa con trai". Cả hai nhanh chóng có một mối quan hệ tình dục được giấu kín, trong đó Boursicot bị thuyết phục rằng ông có quan hệ với một người phụ nữ.
Sau khi được phát hiện bởi chính phủ Trung Quốc, Boursicot bị gây áp lực phải cung cấp các tài liệu bí mật từ chỗ làm của mình tại Bắc Kinh 1969-1972 và ở Ulan Bator, Mông Cổ 1977-1979, tổng cộng trên hơn 500 tài liệu. Boursicot làm việc ở ngoài Trung Quốc và gặp mặt Phác không thường xuyên, nhưng vẫn duy trì mối quan hệ tình dục với nhau. Phác sau đó cho Boursicot gặp Thời Độ Độ, một đứa trẻ bốn tuổi mà Phác khẳng định là con trai của hai người.

### Bại lộ
Phác và con trai nuôi của ông đã được đưa đến Paris vào năm 1982, sau khi Boursicot đã có thể dàn xếp cho họ nhập cảnh nước Pháp. Boursicot đã bị chính quyền Pháp bắt giữ vào ngày 30 Tháng 6 năm 1983, và Phác đã bị bắt chẳng bao lâu sau đó. Trong khi bị cảnh sát giam giữ, Phác giải thích với bác sĩ cách ông đã giấu bộ phận sinh dục của mình để thuyết phục Boursicot rằng ông là một người phụ nữ, và giải thích rằng Thời Độ Độ, trên thực tế, được mua từ một bác sĩ ở tỉnh Tân Cương, Trung Quốc. Boursicot, khám phá ra sự thật về mối quan hệ của họ, toan tính tự tử bằng cách rạch cổ họng của mình, nhưng sống sót. Khi quan hệ của họ bị tiết lộ, Boursicot trở thành chủ đề chế giễu của công chúng. Ông ta đã làm tình với một người đàn ông trong 18 năm mà cứ tưởng đó là một phụ nữ.
Phác, cùng với Boursicot, bị kết tội làm gián điệp vào năm 1986 và bị kết án sáu năm tù giam. Phác được Tổng thống Pháp François Mitterrand ân xá vào tháng 4 năm 1987, nhằm xoa dịu căng thẳng giữa Pháp và Trung Quốc đối với một vụ việc được cho là không quan trọng và "rất ngớ ngẩn". Boursicot cũng được ân xá trong tháng 8 năm đó.
Câu chuyện này là cảm hứng cho vở kịch của David Henry Hwang được trình diễn năm 1988, M. Butterfly, trong đó B.D. Wong đóng vai Song Liling, một ca sĩ hát bội và một gián điệp Trung Quốc dựa theo cuộc đời của Thời Bội Phác trong bản kịch nguyên gốc diễn tại Broadway.

### Cuối đời
Sau khi được ân xá, Phác tiếp tục biểu diễn hát bội. Ông từ chối chia sẻ các chi tiết về mối quan hệ của mình với Boursicot, nói rằng ông "đã thường mê hoặc cả nam giới cũng như phụ nữ" và "chuyện cũ của ông và của họ không còn là vấn đề nữa." Phác thỉnh thoảng có liên lạc với Boursicot trong những năm sau đó, tới tận vài tháng trước khi Phác chết, nói với Boursicot rằng ông vẫn còn yêu ông ta.
Phác được cho là thọ 70 tuổi khi ông qua đời vào ngày 30 tháng 6 năm 2009, tại Paris. Con trai Phác, Thời Độ Độ, có ba con trai. Sau khi được thông báo về cái chết của Phác, Boursicot chán nản nói: "Anh ta đã làm rất nhiều điều chống lại tôi không chút hối tiếc, tôi nghĩ rằng thật ngu ngốc nếu đóng kịch làm ra vẻ mình buồn. Chuyện đã qua. Bây giờ tôi được thanh thản." Boursicot đã từng cho rằng mình là kẻ gián điệp duy nhất trên thế giới mà phải trả tiền để được làm gián điệp, bởi vì ông đã tốn rất nhiều tiền trong mối quan hệ với Thời Bội Phác.